# Giambattista Rubini
Giambattista Rubini (Venezia, 5 giugno 1642 – Roma, 17 febbraio 1707) è stato un cardinale e vescovo cattolico italiano.

## Biografia
Era secondogenito di Donato e di Cristina Medici. I Rubini erano una famiglia cittadinesca di ascendenze bergamasche, ma nel 1646 avevano acquistato il titolo di patrizi.
A spianare la sua carriera ecclesiastica fu però la parentela con gli Ottoboni (anch'essi recentemente entrati nella nobiltà): la nonna paterna era infatti Cristina Ottoboni, sorella di Pietro che nel 1689 sarebbe divenuto papa Alessandro VIII. Già verso il 1660 era a Brescia al seguito dello zio, che in quel periodo era vescovo di quella diocesi.
Nel 1662 si laureò in utroque iure all'Università di Padova, quindi divenne canonico del capitolo della cattedrale di Padova. In seguito cominciò a fare carriera nella Curia Romana, ricalcando sostanzialmente il percorso dell'Ottoboni che continuava a garantirgli la propria protezione. Referendario delle due Segnature, fu poi governatore presso varie città (Spoleto, Fabriano, Frosinone, Viterbo, Macerata) e province (Campagna e Marittima, Umbria, Marca). Il 10 settembre 1683 ricevette gli ordini minori, il 12 settembre il suddiaconato ed il 19 settembre il diaconato. Il 21 settembre 1683 venne ordinato sacerdote.
Eletto vescovo di Vicenza il 15 maggio 1684, venne consacrato il 21 maggio successivo a Roma per mano del cardinale Alessandro Crescenzi.
Lo zio, appena divenuto pontefice, lo nominò cardinale segretario di Stato nell'ottobre 1689, carica che ricoprì fino al 1691: fu creato quindi cardinale presbitero nel concistoro del 13 febbraio 1690, con il titolo di San Lorenzo in Panisperna (poi cambiato con quello di San Marco nel 1706). Partecipò al conclave del 1700, che elesse papa Clemente XI. Fu camerlengo del Collegio Cardinalizio dal 1703 al 1704.
Morì il 17 febbraio 1707 alle 23.00, nel Palazzo della Cancelleria Apostolica a Roma. La sua salma venne esposta nella basilica di San Marco a Roma ove ebbero luogo anche i funerali il 19 febbraio e lì venne tumulata, di fronte alla cappella del Santissimo Sacramento.

## Genealogia episcopale e successione apostolica
La genealogia episcopale è:
- Cardinale Guillaume d'Estouteville, O.S.B.Clun.
- Papa Sisto IV
- Papa Giulio II
- Cardinale Raffaele Sansone Riario
- Papa Leone X
- Papa Paolo III
- Cardinale Francesco Pisani
- Cardinale Alfonso Gesualdo di Conza
- Papa Clemente VIII
- Cardinale Pietro Aldobrandini
- Vescovo Laudivio Zacchia
- Cardinale Antonio Barberini
- Cardinale Alessandro Cesarini
- Cardinale Alessandro Crescenzi, C.R.S.
- Cardinale Giambattista Rubini

La successione apostolica è:
- Patriarca Pietro Draghi Bartoli (1690)
- Vescovo Marcantonio Agazzi (1692)
- Vescovo Marco Giustiniani (1692)
- Cardinale Giorgio Cornaro (1692)
- Vescovo Filippo della Torre (1702)
- Vescovo Sebastiano Venieri (1702)
- Vescovo Faustino Giuseppe Griffoni (1702)
- Arcivescovo Augusto Antonio Zacco (1706)